# Комаровский (Оренбургская область)
Комаро́вский (городок войсковой части 68545, пос. Ясный-2, пос. Домбаровский-3) — посёлок в Оренбургской области России. Образует самостоятельную административно-территориальную единицу со статусом закрытого административно-территориального образования (ЗАТО) и одноимённое муниципальное образование со статусом городского округа ЗАТО Комаровский.

## География
Расположен на территории Ясненского административного района области, образует городской округ. Находится в ведении ракетных войск стратегического назначения.
Вблизи посёлка находится военный аэродром Ясный.
Площадь собственно посёлка (по данным на 2016 год) составляет 378 га, тогда как площадь ЗАТО Комаровский в границах, утверждённых указом Президента Российской Федерации от 24 ноября 2003 года № 1387, составляет 1034,79 га.

## История
Изначально посёлок имел условное наименование «п. Ясный-2 Светлинского района», его возникновение было обусловлено строительством объектов войсковой части 68545, которая была сформирована в 1960 году в г. Владимире, но к августу 1964 года часть была передислоцирована в Оренбургскую область. Управление 13-й ракетной дивизии было сформировано в феврале 1965 года в составе Оренбургского ракетного корпуса.
Категорию «рабочий посёлок» и официальный статус закрытого административно-территориального образования посёлок получил в соответствии с указом Президиума Верховного Совета РСФСР от 24 ноября 1972 года «Об отнесении населённого пункта войсковой части 68545 Оренбургской области к категории рабочих посёлков закрытого типа». Первая сессия вновь образованного поселкового Совета состоялась 22 декабря 1972 года.
После 1979 года военный городок был переименован в пгт. Домбаровский-3. Данное наименование («Домбаровский») до настоящего времени сохраняет военный гарнизон.
14 июля 1992 года был принят Закон РФ «О закрытом административно-территориальном образовании». Постановлением Правительства Российской Федерации № 3 от 4 января 1994 года пгт. Домбаровский-3 был переименован в ЗАТО пос. Комаровский. Посёлок получил имя погибшего в Оренбургской области космонавта В. М. Комарова, которое до этого дня уже носили центральная улица и средняя школа.
С 2012 года имеет категорию «посёлок».

## Население
| 2002  | 2009  | 2010  | 2012  | 2013  | 2014  | 2015  | 2016  | 2017  |
| ----- | ----- | ----- | ----- | ----- | ----- | ----- | ----- | ----- |
| 8344  | ↗9560 | ↘8064 | ↗8205 | ↗8618 | ↗8839 | ↘8050 | ↘7325 | ↘7254 |
| 2018  | 2019  | 2020  | 2021  |       |       |       |       |       |
| ↘7156 | ↘7149 | ↗7175 | ↘6408 |       |       |       |       |       |